# Ulla Tofte
Ulla Tofte (født d. 1. oktober 1968) er cand.mag. i historie fra Københavns Universitet. Hun har undervist i teknologihistorie på DTU, været direktør for Golden Days, for M/S Museet for Søfart i Helsingør og er nu direktør på Det Nationalhistoriske Museum på Frederiksborg Slot. Ulla Tofte sidder endvidere i en række af bestyrelser. Hun har været formand for Copenhagen Opera Festival. 
Hun blev udnævnt til Ridder af Dannebrog i december 2023.